# 藪俊彦
藪 俊彦（やぶ としひこ、1944年 - ）は、シテ方宝生流の能楽師。石川県生まれ。
石川県立金沢泉丘高等学校卒業。1963年金沢大学教育学部入学と同時に、佐野安彦（故人。元金沢能楽会名誉会長・重要無形文化財保持者）および佐野正治）に師事。
1972年より、社中「篁宝会(こうほうかい)」を主宰。
1976年にそれまで務めていた金沢市教員を退職、宝生流職分となり能楽活動に専念する。
2001年に重要無形文化財保持者に認定（総合認定）され、日本能楽会会員になる。
※上記履歴の参考

## 受賞歴
- 1996年　金沢市文化活動賞
- 2004年　北國芸能賞